# Tjitja
Tjitja (russisk: Чича) er en sovjetisk spillefilm fra 1991 af Vitalij Melnikov.

## Medvirkende
- Mikhail Dorofejev som Stepan Tjitjulin
- Nina Usatova som Ljusja
- Borislav Brondukov som Ignatij Mazaj
- Sergej Sazontev som Aleksandr Kapitonov
- Mikhail Kabatov som Kirill